# Gymnastiek op de Olympische Zomerspelen 2016 – paard voltige mannen
De paard voltige voor de mannen op de Olympische Zomerspelen 2016 in Rio de Janeiro vond plaats op 6 augustus (kwalificatie) en op 14 augustus (finale). De Brit Max Whitlock won het onderdeel voor de Brit Louis Smith die het zilver pakte en de Amerikaan Alexander Naddour die het brons won.

## Format
Alle deelnemende turners moesten een kwalificatie-oefening turnen. De beste acht deelnemers gingen door naar de finale. Er  mochten maximaal twee deelnemers per land in de finale komen. Alleen de scores die in de finale gehaald werden, telden voor de einduitslag.

## Uitslag

### Finale
- D-score: de moeilijkheidsgraad van de oefening
- E-score: de uitvoeringsscore van de oefening
- Straf: straffen die zijn gegeven door de jury
- Totaal: D-score + E-score - straf geeft de totaalscore

| Rang   | Naam               | Land | D-score | E-score | Straf | Totaal |
| ------ | ------------------ | ---- | ------- | ------- | ----- | ------ |
| Goud   | Max Whitlock       | GBR  | 7.200   | 8.766   |       | 15.966 |
| Zilver | Louis Smith        | GBR  | 6.900   | 8.933   |       | 15.833 |
| Brons  | Alexander Naddour  | USA  | 6.800   | 8.900   |       | 15.700 |
| 4      | Cyril Tommasone    | FRA  | 6.900   | 8.700   |       | 15.600 |
| 5      | David Beljavskij   | RUS  | 6.600   | 8.800   |       | 15.400 |
| 6      | Nikolaj Koeksenkov | RUS  | 6.800   | 8.433   |       | 15.233 |
| 7      | Harutyun Merdinyan | ARM  | 6.400   | 8.533   |       | 14.933 |
| 8      | Oleg Vernjajev     | UKR  | 5.700   | 6.700   |       | 12.400 |